# Safaretjos d'Hostafrancs
El Safaretjos d'Hostafrancs és una obra d'Hostafrancs, al municipi dels Plans de Sió (Segarra), inclosa a l'Inventari del Patrimoni Arquitectònic de Catalunya.

## Descripció
Es tracta de dos safaretjos situats als afores del nucli. Estan realitzats amb paredat arrebossat posteriorment a la base i lloses de pedra inclinades a la part superior per a facilitar la seva utilització. Tot i el seu estat d'abandó, recentment s'ha aprovat un projecte per a restaurar-los.